# 马西伊拉康帕涅
马西伊拉康帕涅（法語：Marcilly-la-Campagne，法語發音：[maʁsiji la kɑ̃paɲ]）是法国厄尔省的一个市镇，位于该省东南部，属于埃夫勒区。

## 地名
“康帕涅”（Campagne）一名在法语中意为“乡村”、“原野”。

## 地理
马西伊拉康帕涅（48°50'2"N, 1°12'3"E）面积19.5 平方千米，位于法国诺曼底大区厄尔省，该省份为法国北部内陆省份，北起滨海塞纳省，西接奧恩省和卡爾瓦多斯省，南至厄尔-卢瓦省，东临瓦兹省、瓦兹河谷省和伊夫林省。
与马西伊拉康帕涅接壤的市镇（或旧市镇、城区）包括：库德尔、德鲁瓦西、伊利耶莱韦克、拉马德莱娜-德诺南库尔、穆瓦维尔、伊通河畔梅尼勒。
马西伊拉康帕涅的时区为UTC+01:00、UTC+02:00（夏令时）。

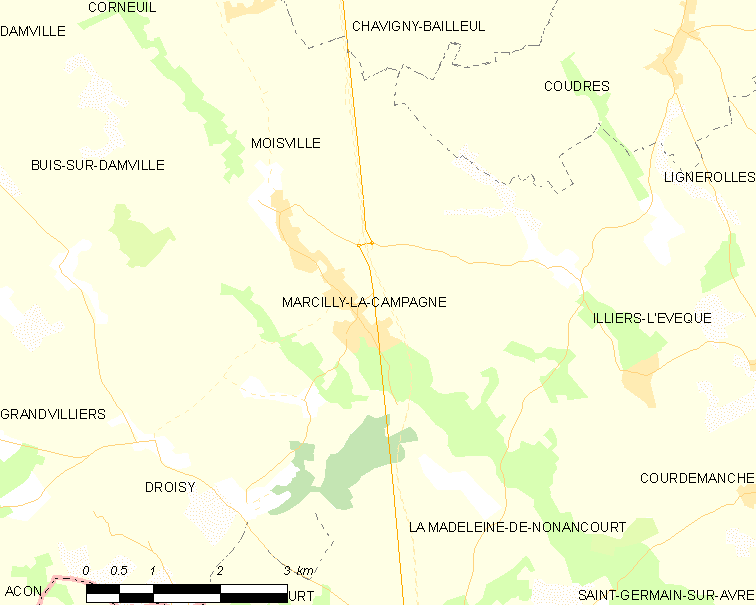
马西伊拉康帕涅的OSM定位图

## 行政
马西伊拉康帕涅的邮政编码为27320，INSEE市镇编码为27390。

## 政治
马西伊拉康帕涅所属的省级选区为阿夫尔河和伊通河畔韦尔讷伊县。

## 人口

1962-2008年间马西伊拉康帕涅人口变化图示

马西伊拉康帕涅于2022年1月1日时的人口数量为1117人。